# Rodmell
Rodmell is een dorp (village) en civil parish in het bestuurlijke gebied Lewes, in het Engelse graafschap East Sussex. De civil parish telt 527 inwoners.
Virginia Woolf en haar man Leonard kochten in 1919 Monk's House in Rodmell. In dit huis kwamen leden van de Bloomsburygroep vaak bijeen. Het was vanuit dit huis dat Virginia, in 1941, in de nabij stromende rivier Ouse een einde aan haar leven maakte. Leonard bleef wonen in Rodmell, waar hij actief was in de gemeenschap, onder andere als bestuurder van de lokale school. Monk's House is tegenwoordig eigendom van de National Trust en als museum te bezichtigen.